# 35 aC

## Esdeveniments
Imperi romà
- Luci Cornifici el jove i Sext Pompeu són cònsols.
- Il·líria, passa a ser una província de Roma.
- Pannònia és atacada per August qui l'acabarà conquerint.

## Necrològiques
- Sext Pompeu Pius executat a Milet.
- Aristobul III de Judea.